# Campeonato Mundial de Ciclocrós de 2023
El LXXIV Campeonato Mundial de Ciclocrós se celebó en Hoogerheide (Países Bajos) del 3 al 5 de febrero de 2023 bajo la organización de la Unión Ciclista Internacional (UCI) y la Federación Neerlandesa de Ciclismo.

## Medallistas
| Evento               | Oro | Plata                                                                                   | Bronce |
| -------------------- | --- | --------------------------------------------------------------------------------------- | --- |
| Masculino (05.02)    | Mathieu van der Poel · Países Bajos                                                                                        | Wout van Aert · Bélgica                                                                 | Eli Iserbyt · Bélgica |
| Femenino (04.02)     | Fem van Empel · Países Bajos                                                                                               | Puck Pieterse · Países Bajos                                                            | Lucinda Brand · Países Bajos                                                                                             |
| Relevo mixto (03.02) | Países Bajos · Tibor Del Grosso · Guus van den Eijnden · Lauren Molengraaf · Leonie Bentveld · Fem van Empel · Pim Ronhaar | Reino Unido Zoe Bäckstedt Joseph Blackmore Cat Ferguson Alfie Amey Anna Kay Thomas Mein | Bélgica · Antoine Jamin · Julie Brouwers · Joran Wyseure · Marion Norbert-Riberolle · Xaydée Van Sinaey · Laurens Sweeck |

### Masculino
| Puesto            | Ciclista               | País         | Tiempo  |
| ----------------- | ---------------------- | ------------ | ------- |
| Medalla de oro    | Mathieu van der Poel   | Países Bajos | 1:07:20 |
| Medalla de plata  | Wout van Aert          | Bélgica      | 1:07:20 |
| Medalla de bronce | Eli Iserbyt            | Bélgica      | 1:07:32 |
| 4                 | Lars van der Haar      | Países Bajos | 1:07:33 |
| 5                 | Michael Vanthourenhout | Bélgica      | 1:08:06 |
| 6                 | Gerben Kuypers         | Bélgica      | 1:08:14 |
| 7                 | Niels Vandeputte       | Bélgica      | 1:08:17 |
| 8                 | Laurens Sweeck         | Bélgica      | 1:08:19 |

### Femenino
| Puesto            | Ciclista                   | País         | Tiempo |
| ----------------- | -------------------------- | ------------ | ------ |
| Medalla de oro    | Fem van Empel              | Países Bajos | 54:42  |
| Medalla de plata  | Puck Pieterse              | Países Bajos | 55:21  |
| Medalla de bronce | Lucinda Brand              | Países Bajos | 55:53  |
| 4                 | Silvia Persico             | Italia       | 56:27  |
| 5                 | Ceylin del Carmen Alvarado | Países Bajos | 56:28  |
| 6                 | Annemarie Worst            | Países Bajos | 56:56  |
| 7                 | Inge van der Heijden       | Países Bajos | 57:18  |
| 8                 | Denise Betsema             | Países Bajos | 57:23  |

### Relevo mixto
| Puesto            | País         | R1   | R2   | R3   | R4   | R5   | R6   | Final |
| ----------------- | ------------ | ---- | ---- | ---- | ---- | ---- | ---- | ----- |
| Medalla de oro    | Países Bajos | 6:31 | 6:44 | 7:24 | 7:32 | 7:02 | 6:38 | 42:05 |
| Medalla de plata  | Reino Unido  | 7:07 | 6:36 | 7:34 | 6:55 | 7:30 | 6:39 | 42:36 |
| Medalla de bronce | Bélgica      | 6:45 | 7:42 | 6:36 | 7:17 | 7:37 | 6:27 | 42:38 |

## Medallero
| Núm. | País         | Oro | Plata | Bronce | Total |
| ---- | ------------ | --- | ----- | ------ | ----- |
| 1    | Países Bajos | 3   | 1     | 1      | 5     |
| 2    | Bélgica      | 0   | 1     | 2      | 3     |
| 3    | Reino Unido  | 0   | 1     | 0      | 1     |
|      | TOTAL        | 3   | 3     | 3      | 9     |